# Lepanus dichrous
Lepanus dichrous là một loài bọ cánh cứng trong họ Bọ hung (Scarabaeidae).